# Институт языка, литературы и истории Коми НЦ УрО РАН
Институт языка, литературы и истории Коми научного центра — научно-исследовательский институт в составе Коми научного центра Уральского отделения Российской академии наук; комплексное академическое учреждение гуманитарного профиля, один из ведущих центров финно-угроведения в России. Организован на базе нескольких гуманитарных отделов Коми филиала Академии наук СССР 1 апреля 1970 года в Сыктывкаре (Республика Коми) постановлением Президиума АН СССР №899 от 13 ноября 1969 года.

## История
История Института переплетается с историей Базы АН СССР по изучению Севера, образованной в Сыктывкаре по постановлению Президиума АН СССР от 30 сентября 1941 года на основе Северной (из Архангельска) и Кольской базы АН СССР, эвакуированных в Коми АССР в начале Великой Отечественной войны. Летом 1944 года Базу АН СССР по изучению Севера разделили. Сотрудники восстановленной Кольской базы вернулись в Мурманскую область, а бывшую Северную базу решено было в Архангельск не возвращать, оставить ее в Сыктывкаре и преобразовать в Коми базу АН СССР.. Этому способствовал Коми Обком ВКП(б), дважды заявлявший протест Президиуму АН СССР в связи с планами начала реэвакуации академических учреждений из Сыктывкара.
Образование Базы АН СССР в Коми АССР, по словам известных ученых, «положило начало широкомасштабному развитию академической науки в регионе. Благодаря этому Коми АССР в то время стала одной из немногих областей, в которых начал формироваться комплекс научных учреждений, включающий академическую, вузовскую и отраслевую науку. Объективно это способствовало тому, что в республике развернулись исследования по широкому спектру проблем, способствуя быстрому вовлечению в хозяйственный оборот богатых природных ресурсов, а также решению фундаментальных задач теоретического и прикладного характера».
Осенью 1944 года в состав последней был передан из системы Наркомпроса Коми научно-исследовательский институт, ставший с 1 октября 1944 года отделом Коми Базы. В 1945—1946 гг. он именовался сектором языка, письменности и истории народа коми, в 1947—1948 гг. — сектором языка, письменности и истории, с 1949 года — сектором языка, письменности, литературы и истории.
Еще в 1949 году при преобразовании научно-исследовательской базы в Коми филиал АН СССР ставился вопрос о реорганизации сектора языка, письменности и истории в Институт истории и культуры, но из-за нехватки кадров тогда это намерение не осуществилось. В августе-сентябре 1953 года сектор преобразовали в отдел языка, литературы и истории. В 1955 году прибывшая из Москвы комиссия проверила его работу и констатировала, что отдел «надо разъединить».
В 1956 году обсуждалась возможность преобразования отдела языка, литературы и истории в институт в следующем 1957 году, но решение не было принято. В январе 1958 года отдел ЯЛИ разделили на отдел языка и литературы и отдел истории, этнографии и археологии. Создание этих отделов позволило увеличить численность научных работников, расширить тематику исследований, определить самостоятельные творческие группы. Тем самым был сделан важный шаг к созданию института.
В 1959 году Президиум Коми филиала АН СССР (его возглавлял доктор с.-х. наук П.П. Вавилов) обратился к руководству АН СССР с предложением образовать в 1960 году в составе КФАН СССР Институт языка, литературы и истории. Предполагалось, что Институт должен был состоять из четырех секторов: 1) языкознания, 2) литературы и фольклора, 3) истории, 4) этнографии и археологии). В апреле 1960 года за создание ИЯЛИ высказались Совет Министров Коми АССР и Коми обком КПСС. В 1961 году Президиум КФ АН СССР обратился в Госкомитет РСФСР по координации научных исследований с просьбой поддержать просьбу о создании ИЯЛИ в 1962 г., но дело с места не двигалось.
В декабре 1961 года отдел истории, этнографии и археологии был разделен на отдел истории и отдел этнографии и археологии. Для координации деятельности трех гуманитарных отделов КФ АН СССР в 1962 году был организован Ученый Совет по общественным (гуманитарным) наукам.
В 1968 году Президиум КФ АН СССР (его председателем являлся д. э. наук В.П. Подоплелов) направил Президенту АН СССР академику М.В. Келдышу докладную записку, в которой вновь подчеркивалось, что «в Коми филиале созрели необходимые условия для организации Института языка, литературы и истории». Успехи научно-исследовательской деятельности историко-филологических отделов показали ее «исключительную актуальность и перспективность», а создание ИЯЛИ способствовало бы развитию гуманитарной науки. Президиум КФ АН СССР просил уже в 1968 году предпринять шаги по созданию Института. Однако только 25 сентября 1969 года было принято соответствующее решение Госкомитета Совета Министров СССР, и 13 ноября 1969 года – постановление президиума АН СССР «Об организации Института языка, литературы и истории Коми филиала АН СССР».
Институт создан на базе отделов языка и литературы, истории, археологии и этнографии Коми филиала АН СССР. В 1970 году в составе ИЯЛИ организованы сектор языка, сектор литературы и фольклора, в 1972 году — сектор археологии, сектор этнографии, сектор истории периода феодализма и капитализма и сектор истории советского периода. В 1978 году создан сектор социологических исследований, в 1988 году переданный в состав вновь образованного Института социально-экономических и энергетических проблем Севера Коми НЦ УрО РАН.
Существенные результаты научной деятельности Коми филиала АН СССР, и прежде всего ИЯЛИ Коми НЦ, достигнутые в области филологических и исторических наук в 1960—1970—х гг., позволили занять нишу в советском и мировом финно-угроведении и претендовать на проведение в 1985 году в Сыктывкаре Международного конгресса финно-угроведов.
По состоянию на 31 декабря 2011 года в штате Института состояло 88 человек, из них 68 — научные сотрудники, в т.ч. 9 докторов наук и 41 кандидатов наук и 18 сотрудников без ученой степени.
С 11 апреля 2016 года Институт, как и остальные восемь научных учреждений, подчиненные Федеральному агентству научных организаций, расположенных в Республике Коми, приступил к созданию новой объединенной организации под названием «Федеральный исследовательский центр Коми научный центр Уральского отделения Российской академии наук»..

## Руководство
Дирекция Института состоит из:
- Директор — д. истор. н. Жеребцов, Игорь Любомирович
- Заместитель директора по научным вопросам — к. истор. н. Васкул Игорь Орестович
- Заместитель директора по международным связям — д. филол. н. Цыпанов, Евгений Александрович
- Ученый секретарь — к. истор. н. Милохин Дмитрий Владимирович

## Структура
На 2016 года Институт состоит из трех научных отделов: отдела языка, литературы и фольклора (с секторами языка; литературоведения; фольклора; фольклорный фонд), отдела истории и этнографии (с секторами историко-демографических и историко-географических исследований Российского Севера; отечественной истории; лаборатории археографии и публикации документов по истории освоения Европейского Севера России; этнографии), отдела археологии (с музеем археологии).

### Директора
- 1970–1985 — Рочев, Николай Никитич (1922)
- 1985–1996 — Напалков, Анатолий Дмитриевич (1939)
- 1996–2010 — Сметанин, Александр Франсович (1949–2010)
- 2011 — Жеребцов, Игорь Любомирович (1960)

### Сотрудники
- Лыткин, Василий Ильич (1895—1981) — лингвист—финно-угровед, переводчик, коми поэт
- Микушев, Анатолий Константинович (1926—1993) — финно-угровед, коми фольклорист, литературовед, критик
- Плесовский, Фёдор Васильевич (1920—1988) — фольклорист-сказковед
- Сидоров, Алексей Семёнович (1892—1953) — лингвист—финно-угровед, этнограф, коми литературовед и поэт

## Научная работа
Институт языка, литературы и истории Коми научного центра является одним из крупнейших центров финноугроведения, проводит фундаментальные исследования в различных областях исторических и филологических наук: археологии, этнографии, фольклористике, отечественной истории, языкознании и литературоведении. Он сыграл определяющую роль в развитии гуманитарной науки на Европейском северо-востоке России, в изучении истории и культуры населения Европейского севера России с древнейших времен до современности.
Издан целый ряд фундаментальных научных трудов, среди которых двухтомник «История Коми с древнейших времен и до наших дней» (2004), трехтомник «История коми литературы» (1979—1981), «Мифология коми» (1999), двухтомник «История Коми», коми-русский (1948, 2000) и русско-коми словари (1940, 2005), словарь диалектов коми языка в двух томах (2012, 2014), и др.
В 1985 году открыто структурное подразделение отдела археологии Музей археологии ИЯЛИ Коми НЦ. Научные фонды составляют 1,6 тысяч археологических коллекций, полученных с 1957 года по настоящее время в экспедициях сотрудников института. В экспозициях музея выставлено более 2500 предметов.